# Notação angular
A notação angular ou fasorial é uma notação usada em eletrônica. {\displaystyle 1\angle \theta } pode representar o vetor {\displaystyle (\cos \theta ,\sin \theta )\,} ou o número complexo {\displaystyle \cos \theta +j\sin \theta =e^{j\theta }}, com {\displaystyle j^{2}=-1}, ambos com magnitudes de 1.   Um vetor cujas coordenadas polares são magnitude {\displaystyle A} e ângulo {\displaystyle \theta } é escrito {\displaystyle A\angle \theta .}
Para converter entre formas polares e retangulares, consulte: Convertendo entre coordenadas polares e cartesianas.
Em eletrônica e engenharia elétrica, também pode haver uma conversão implícita de graus para radianos. Por exemplo, o ângulo {\displaystyle 1\angle 90} seria assumido como {\displaystyle 1\angle 90^{\circ },} que é o vetor {\displaystyle (0,1)\,} ou o número {\displaystyle e^{j\pi /2}.\,}.